# Brotas (São Paulo)
Brotas es un municipio brasilero del estado de São Paulo.

## Historia
La historia del municipio comienza alrededor del año de 1839 cuando una capilla fue construida dando inicio a un poblado. Brotas se tornó distrito de Araraquara en 1841 y fue transferida para Río Claro en 1853. El 22 de agosto de 1859 el distrito fue transformado en municipio.
El municipio experimentó su fase de mayor desarrollo durante la expansión de la plantación de café, entre las décadas de 1920 y 1930. Durante esta fase la ciudad recibió un gran número de inmigrantes italianos, el que ya venía aconteciendo desde el final del siglo XIX. Con la decadencia de la agricultura industrial del café, el municipio perdió gran parte de su población para otros centros, principalmente São Carlos, Río Claro, Jaú y Piracicaba.

## Geografía
La región de Brotas, incluyendo el barrio del Patrimonio de São Sebastião y la ciudad de Torrinha, presenta un número elevado de accidente geográficos de gran interés turístico. 

### Hidrografía
- Río Jacaré-Pepira
- Río del Lobo

### Carreteras
- SP-197 - Carretera Dr. Américo Piva
- SP-225 - Carretera Eng° Paulo Nilo Romano

## Economía
A pesar de históricamente tener su desarrollo económico basado en el cultivo del café, Brotas es conocida internacionalmente por haberse especializado en el turismo de aventura, siendo escenario para la práctica de los más diversos deportes de aventura, como el rafting y el canotage, aprovechando el potencial del río Jacaré Pepira. Actualmente la economía del municipio se basaba en la agropecuaria, principalmente en el cultivo de caña de azúcar y naranja, a pesar de la creciente importancia del turismo de aventura.

## Administración
- Prefecto: Antônio Benedito Salla (2009/2012)
- Viceprefecto: Alexandre Takashi Schiavinato
- Presidente de la cámara: Modesto Salviatto Hijo (2009/2010)

## Religión
El Cristianismo está presente en la ciudad de la siguiente manera:

### Iglesia Católica
La iglesia católica del municipio forma parte de la Diócesis de São Carlos.
- Parroquia Nuestra Señora de las Dores
- Iglesia São Francisco
- Iglesia São Benedito
- Iglesia Santa Cruz
- Iglesia Nuestra Señora de las Brotas
- Iglesia São Judas

### Iglesia Protestante
En la ciudad están presentes las más diversas creencias evangélicas, principalmente pentecostales, incluidas las Asambleas de Dios de Brasil (la iglesia evangélica más grande del país), Congregación Cristiana, entre otras. Estas denominaciones están creciendo cada vez más en todo Brasil.